# 16. арондисман Париза
16. арондисман Париза је један од 20 арондисмана главног града Француске. У говорном француском, овај арондисман се назива seizième.
Округ обухвата део Тријумфалне капије и концентрацију музеја, коју је 2014. допунила Фондација Луј Витон. 
Са својим китњастим зградама из 19. века, великим авенијама, престижним школама, музејима и разним парковима, овај арондисман је дуго био познат као једно од омиљених места становања француског високог друштва (упоредиво са лондонским Кенсингтоном и Челсијем  до те мере да је фраза le 16e је повезан са великим богатством у француској популарној култури. Заиста, 16. арондисман Париза је трећи најбогатији округ Француске по просечном приходу домаћинства. 
16. арондисман је домаћин неколико великих спортских објеката, укључујући: Парк принчева, који је стадион на којем се налази Париз-Сен Жермен фудбалски клуб игра своје домаће утакмице; стадион Ролан Гарос, где се одржава Отворено првенство Француске у тенису итд.

## Географија
Површина овог арондисмана је 16.305 км 2 ( 6.295 sq mi миља или 4.029 хектара), од којих нешто више од половине чини парк Булоњска шума. Не рачунајући шуму, његова површина земљишта је 7.846 км 2 ( 3.029 sq mi миља или 1.939 хектара). То је највећи арондисман у Паризу по површини.
- Стамбене зграде у 16. арондисману Париза
- Навијачи рагбија Стаде Франс на Парку принчева

## Демографија и политика
Обично се сматра да је 16. арондисман један од најбогатијих делова Париза  и садржи неке од најскупљих некретнина у Француској, укључујући чувене Аутеуил "виле",  наследнике 19. века сеоске куће високог друштва, то су ексклузивне затворене заједнице са огромним кућама окруженим баштама, што је изузетно ретко у Паризу. То је такође једини арондисман у Паризу који је подељен на два одвојена поштанска броја . Јужни део арондисмана носи поштански број 75016, док северни део има шифру 75116.

### Политика
16. арондисман је једна од најјачих области у земљи за француску десницу. 2017. дала је преко 58% својих гласова у првом кругу десничарском кандидату Франсоа Фијону ; усред лошег националног резултата од само 20%. Потом је гласало за Емануела Макрона, преокретом у другом кругу.
| Избори | Победнички кандидат   | Странка | %     |
| ------ | --------------------- | ------- | ----- |
| 2017   | Емануел Макрон        | ЕМ      | 87.37 |
| 2012   | Никола Саркози        | УМП     | 78.01 |
| 2007   | Никола Саркози        | УМП     | 80.81 |
| 2002   | Жак Ширак             | РПР     | 87,99 |
| 1981   | Валери Жискар д'Естен | УДФ     | 76.58 |

### Историја становништва
| Година (француских пописа)   | Популација | Густина (ст. по км 2 ) |
| ---------------------------- | ---------- | ---------------------- |
| 1872. године                 | 43,332     | 5,523                  |
| 1954. године                 | 214,042    | 27,280                 |
| 1962. (врхунац становништва) | 227,418    | 28,985                 |
| 1968                         | 214,120    | 27,290                 |
| 1975. године                 | 193,590    | 24,674                 |
| 1982                         | 179,446    | 22,871                 |
| 1990                         | 169,863    | 21,650                 |
| 1999                         | 161,773    | 20,619                 |
| 2009                         | 169,372    | 21,347                 |

## Економија
Четири Фортун Глобал 500 имају своје централе у овом округу: ПСА група,  Лафарге и Веолиа.  Поред тога, Лагардере и Текнип имају своје седиште у овом арондисману.  
Својевремено је Аероспатиале имао своју централу у арондисману.  

## Филмови снимљени у 16. арондисману
У једној од почетних сцена филма о Џејмсу Бонду из 1965. године, лик Емилио Ларго се види како стиже у седиште Међународног братства за помоћ лицима без држављанства . Ова сцена је снимљена на Авенији д'Еилау у 16. арондисману. 
Филм Последњи танго у Паризу из 1972. сниман је на различитим локацијама у 16. арондисману, а стан у коме су ликови боравили налазио се у Пасију. 

## Образовање

### Основне и средње школе
Неке од домаћих француских колеџа/средњих школа шестог разреда у арондисману:
- Лицеј Клод-Бернар
- Лицеj Молиејр

Међународне школе:
- Школа руске амбасаде у Паризу, [12] у просторијама Russian Embassy in Paris []. [13]
- Два кампуса Међународне школе у Паризу [14]
- Међународна школа Кингсворт [15]

### Основне и постдипломске студије
У арондисману се налази Универзитет Париз-Дуфин, као и Париски институт за технологију, део Париског универзитета Декарт, једног од највећих јавних универзитета у Паризу.

### Допунске школе
Школа јапанског језика у Паризу, допунски јапански образовни програм, одржава се у 16. арондисману.    Школа има своје канцеларије у 8. арондисману. 

## Град

### Места од интереса
- Парк принчева
- Балзакова кућа
- Музеј Пјер Фуша
- Организација за економску сарадњу и развој

### Главне улице и тргови
- Авенија Фош
- Тријумфална капија (делимично)